# Diego Daniel Bustos
Pour les articles homonymes, voir Bustos.
Diego Daniel Bustos, né le 28 avril 1974 à Casilda (Argentine), est un footballeur argentin, qui a notamment évolué au poste d'attaquant au Football Club de Nantes.
En 1998, Bustos se fait connaître en inscrivant le premier triplé de sa carrière face à Boca Juniors. Parti quelques mois plus tard au FC Nantes, en France, il ne parvient pas à y inscrire un seul but en vingt-cinq apparitions en équipe première. Après deux saisons, il est prêté à Argentinos Juniors avant de terminer sa carrière dans différents clubs d’Amérique du Sud.

## Carrière
- 1993-1995 :  CA Platense
- 1995 :  Tiburones Rojos Veracruz
- 1995-1998 :  Ferro Carril Oeste
- 1998-1999 :  FC Nantes (D1 : 3 matchs, 0 but)
- 1999-2000 :  FC Nantes (D1 : 16 matchs, 0 but ; Coupe de France : 1 match, 0 but ; Coupe de la Ligue  : 1 match, 0 but ; Coupe UEFA : 4 matchs, 0 but)
- 2000-2001 :  Argentinos Juniors (prêt)
- 2001-2002 :  CA Lanús
- 2002-2003 :  Talleres de Córdoba
- juillet-décembre 2003 :  Quilmes AC
- 2004 :  Club Sport Emelec